# Rekinek psi
Rekinek psi, rekinek (Scyliorhinus canicula) – gatunek ryby chrzęstnoszkieletowej z rodziny rekinkowatych (Scyliorhinidae), spotykana również pod nazwą mały rekinek koci. Poławiany jako ryba konsumpcyjna. Wystawiany w akwariach publicznych. Nie stanowi zagrożenia dla człowieka.

## Zasięg występowania
Północno-wschodni Atlantyk – od zachodniej Norwegii i Wysp Szetlandzkich po Senegal, kanał La Manche, Morze Północne, cieśniny Skagerrak, Kattegat, Wielki i Mały Bełt, również Morze Śródziemne.

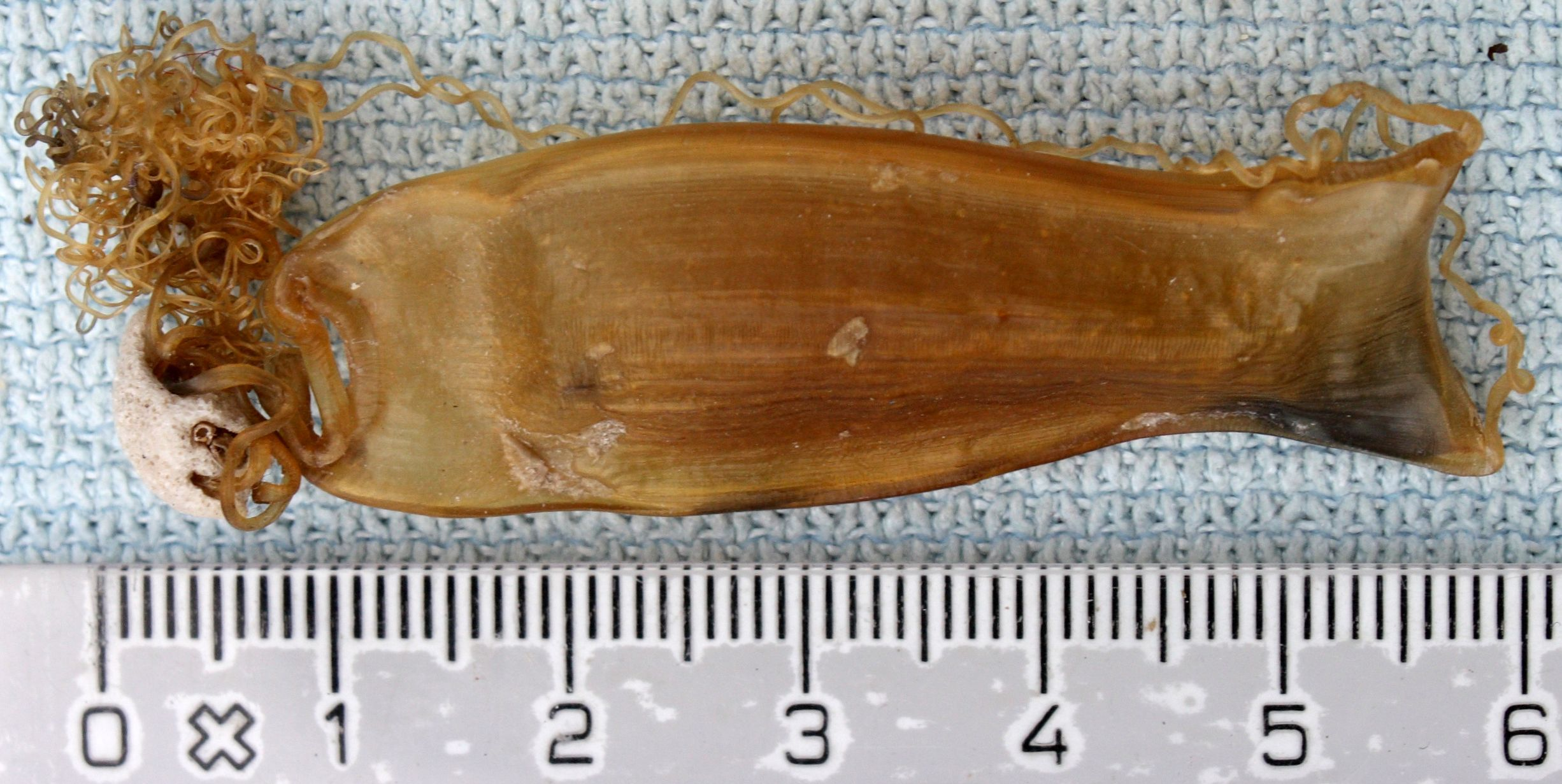
torebka syreny

## Opis
Ciało wydłużone, bardzo smukłe, z krótkim, zaokrąglonym pyskiem; podłużno-owalne oczy z grubym fałdem skórnym na dolnym brzegu, bez przesłony migawkowej, otwory nosowe (na dolnej stronie głowy) łączą się rynienkami z krawędzią warg; zatyczki nosowe niemal stykają się wzdłuż linii środkowej głowy przed otworem gębowym; pięć małych szczelin skrzelowych, z których dwie ostatnie znajdują się nad płetwą piersiową; zęby bardzo liczne ale drobne; dwie, bardzo przesunięte ku tyłowi ciała płetwy grzbietowe, tak że przednia znajduje się nad lub za nasadą płetw brzusznych, tylna zwykle za nasadą płetwy odbytowej; tylne krawędzie płetw brzusznych wydłużone i spiczaste; górny płat płetwy ogonowej nieznacznie wygięty do góry, dolny płat większy; grzbiet brązowy do czerwono-brązowego, szary lub żółtawoszary, pokryty wieloma małymi i kilkoma większymi brązowymi lub czarnymi plamami, niekiedy również małymi białymi piętnami; brzuch jasnoszary lub żółtawy, bez plam; młode rekinki psie posiadają 6-7 nieostro ograniczonych, ciemnych, poprzecznych pasów.
Dorasta przeciętnie do 60–75 cm, maksymalnie do 100 cm długości i 3 kg masy ciała.

## Środowisko
Przebywa najchętniej na ławicach obficie porośniętych glonami, na głębokościach z zakresu 10–400 m, w Morzu Jońskim spotykany na głębokości do blisko 800 m. Prowadzi przydenny tryb życia, zwykle w większych grupach, w ciągu dnia spotykany najczęściej, gdy "śpi" na dnie, staje się aktywny dopiero o zmierzchu.
Żywi się drobnymi zwierzętami bentonicznymi (mięczaki, skorupiaki, ryby oraz kalmary).

## Rozród
Osiąga dojrzałość płciową przy długości ciała blisko 60 cm. Pod koniec lata dorosłe osobniki schodzą na głębszą wodę, gdzie odbywają gody. Rekinek psi jest jajorodny. 6-centymetrowe jaja otoczone rogową otoczką (tzw. torebka syreny) przyczepione są parami do glonów i kamieni za pomocą długich, giętkich nici. Liczba jaj 2–20 szt., okres inkubacji 5–11 miesięcy.